# Sclavo Automobili Eridano
Sclavo Automobili Eridano war ein italienischer Hersteller von Automobilen.

## Unternehmensgeschichte
Das Unternehmen aus der Corso Emanuele II 68 aus Turin begann 1911 mit der Produktion von Automobilen. Der Markenname lautete Eridano. 1914 endete die Produktion.

## Fahrzeuge
Das einzige Modell 10 HP hatte einen Vierzylinder-Blockmotor mit 1693 cm³ Hubraum. Das Getriebe verfügte entweder über drei oder vier Gänge. Die bauartbedingte Höchstgeschwindigkeit war mit 70 km/h angegeben. Der Preis für das viersitzige Modell betrug 5500 Lire. Die Werbung lobte insbesondere die Eigenschaft, dass jede Steigung mühelos bezwungen werde.